# NMBS/SNCB 41 sorozat
Az SNCB 41 sorozat egy belga 2'Bo'dh+2'Bo'dh tengelyelrendezésű dízelmotorvonat-sorozat. 1999 és 2004 között gyártotta a francia Alstom az SNCB részére. Összesen 96 db készült el belőle.

## Viszonylatok
- Antwerpen-Centraal - Neerpelt/Hasselt (Portions separated at Mol)
- Gent-Dampoort – Eeklo
- De Pinte – Oudenaarde – Ronse
- Melle – Zottegem – Geraardsbergen
- Aalst - Burst
- Charleroi Sud – Couvin
- Dinant - Bertrix – Libramont
- Dinant - Bertrix – Virton